# What Do I Call You
What Do I Call You es el séptimo EP de la cantante surcoreana Taeyeon. El disco fue lanzado el 15 de diciembre de 2020 por SM Entertainment, el cual consta de seis canciones, incluyendo el sencillo del mismo nombre y «Happy», un sencillo lanzado previamente a principios de mayo del mismo año.
What Do I Call You incorpora varios géneros musicales, entre los que destacan el R&B y el pop. Comercialmente, el EP se ubicó en el cuarto puesto de Gaon Album Chart.

## Antecedentes y lanzamiento
El 20 de noviembre de 2020, SM anunció que Taeyeon se estaba preparando para su regreso con un nuevo EP, programado para ser lanzado el próximo mes. Posteriormente, el 30 de noviembre, Taeyeon anunció su regreso, a través de sus redes sociales con el mensaje: «Volveré pronto». El 3 de diciembre, SM anunció que el EP What Do I Call You, se lanzaría el 15 de diciembre. La preventa inició el mismo día. El lanzamiento marcó el regreso de Taeyeon en su país natal desde el lanzamiento de «Happy» en mayo de 2020.
La edición digital de What Do I Call You contiene cinco canciones, mientras que su lanzamiento físico incluye el sencillo «Happy» con un total de seis canciones. Hay dos versiones de su edición física, cada una de las cuales contiene una portada diferente y otros objetos.

## Recepción

### Crítica
La revista Teen Vogue eligió a What Do I Call You como uno de los mejores momentos del K-pop 2020, con la editora Hannah Weiss escribiendo: «Con el relajante paisaje sonoro y la voz aireada de Taeyeon, 'What Do I Call You' es una perfecta banda sonora para cerrar el 2020. El disco examina la soledad, el deseo y el arrepentimiento a través de un filtro suave, compartiendo un toque de calidez para llevarnos a través de este invierno».
Lim Seon-hee de IZM comparó los conceptos del EP con los de la cantante estadounidense Taylor Swift y sus estilos musicales con Ariana Grande, «'What Do I Call You' es una colaboración de experiencia y sinceridad, con una gama más amplia de emociones a pesar del método de 'eliminación' sin adornos ni excesos.  Ahora, sin importar el género que intente, puede construir fácilmente un mástil con su nombre inscrito. Más allá de todo, el álbum cobra vida solo con el toque profundo de su voz que sopla un cálido aliento en esta temporada de viento cortante».

### Comercial
Después del lanzamiento de What Do I Call You, su sencillo homónimo se ubicó en el primer puesto en las listas musicales de Corea del Sur y las otras canciones del EP también obtuvieron calificaciones. El disco se posicionó en las listas de álbumes de iTunes en 22 países, empatando con Purpose (2019). El álbum también fue bien recibido en ventas en QQ Music y KuGou, los servicios de música chinos más grandes del país.
En Corea del Sur, What Do I Call You debutó en el cuarto puesto de Gaon Album Chart con 99 065 copias vendidas. El EP rompió el récord de mayor venta de una solista femenina en 2020, con 89 263 copias en Hanteo. Posteriormente, Taeyeon se convirtió en la primera solista femenina en vender cinco álbumes con 100 mil copias vendidas en Gaon Album Chart.

## Lista de canciones
| What Do I Call You – Digital |                      |                                             |                                                                            |          |  |
| N.º                          | Título               | Letras                                      | Música                                                                     | Duración |  |
| 1.                           | «What Do I Call You» | Kenzie                                      | Linnea Södahl, Caroline Pennell, David Pramik                              | 2:47     |  |
| 2.                           | «Playlist»           | Jeon Ji-eun, Hwang Seon-jeong, Kim Jeong-mi | Mike Daley, Mitchell Owens, Nicole «Kole» Cohen                            | 2:43     |  |
| 3.                           | «To the Moon»        | Taeyeon, Yorkie, SOLE                       | Taeyeon, Im Kwang-wook, Ryan Kim, Andreas «Mage» Maggiani, SOLE, Sakehands | 2:42     |  |
| 4.                           | «Wildfire» (들불)    | Jo Yoon-kyung                               | Blaq Tuxedo                                                                | 3:24     |  |
| 5.                           | «Galaxy»             | Zaya                                        | Mariella «Bambi» Garcia, Balandina, Mimmi GyltmanMooF                      | 3:46     |  |
| 15:22                        |                      |                                             |                                                                            |          |  |

| What Do I Call You – CD |         |             |                                                               |          |  |
| N.º                     | Título  | Letras      | Música                                                        | Duración |  |
| 1.                      | «Happy» | Lee Seu-ran | Chris Wahle, Chelcee Grimes, Samuel Gerongco, Robert Gerongco | 3:41     |  |
| 19:03                   |         |             |                                                               |          |  |

## Posicionamiento en listas
| Lista (2020)                            | Mejor posición |
| --------------------------------------- | -------------- |
| Japón (Billboard Japan Download Albums) | 10             |
| Japón (Japan Hot Albums)                | 48             |
| Corea del Sur (Gaon Album Chart)        | 4              |

| Lista (2020)         | Mejor posición |
| -------------------- | -------------- |
| Corea del Sur (Gaon) | 7              |
| Corea del Sur (Gaon) | 32             |

| Lista (2020)         | Mejor posición |
| -------------------- | -------------- |
| Corea del Sur (Gaon) | 83             |

## Ventas
| País            | Organismo certificador | Certificación | Ventas  | Ref.   |
| --------------- | ---------------------- | ------------- | ------- | ------ |
| Corea del Sur   | —                      | —             | 124 442 | [ 21 ] |
| China (digital) | —                      | —             | 56 535  | [ 22 ] |

## Premios y nominaciones

### Premios de programas musicales
| Canción              | Programa       | Fecha                   |
| -------------------- | -------------- | ----------------------- |
| «What Do I Call You» | Inkigayo (SBS) | 27 de diciembre de 2020 |

## Historial de lanzamiento
| Región        | Fecha                   | Formato(s)              | Distribuidora             |
| ------------- | ----------------------- | ----------------------- | ------------------------- |
| Corea del Sur | 15 de diciembre de 2020 | CD, descarga, streaming | SM Entertainment, Dreamus |
| Varios        | 15 de diciembre de 2020 | Descarga, streaming     | SM Entertainment          |
| Corea del Sur | 25 de febrero de 2021   | LP                      | SM Entertainment, Dreamus |